# Alsheim

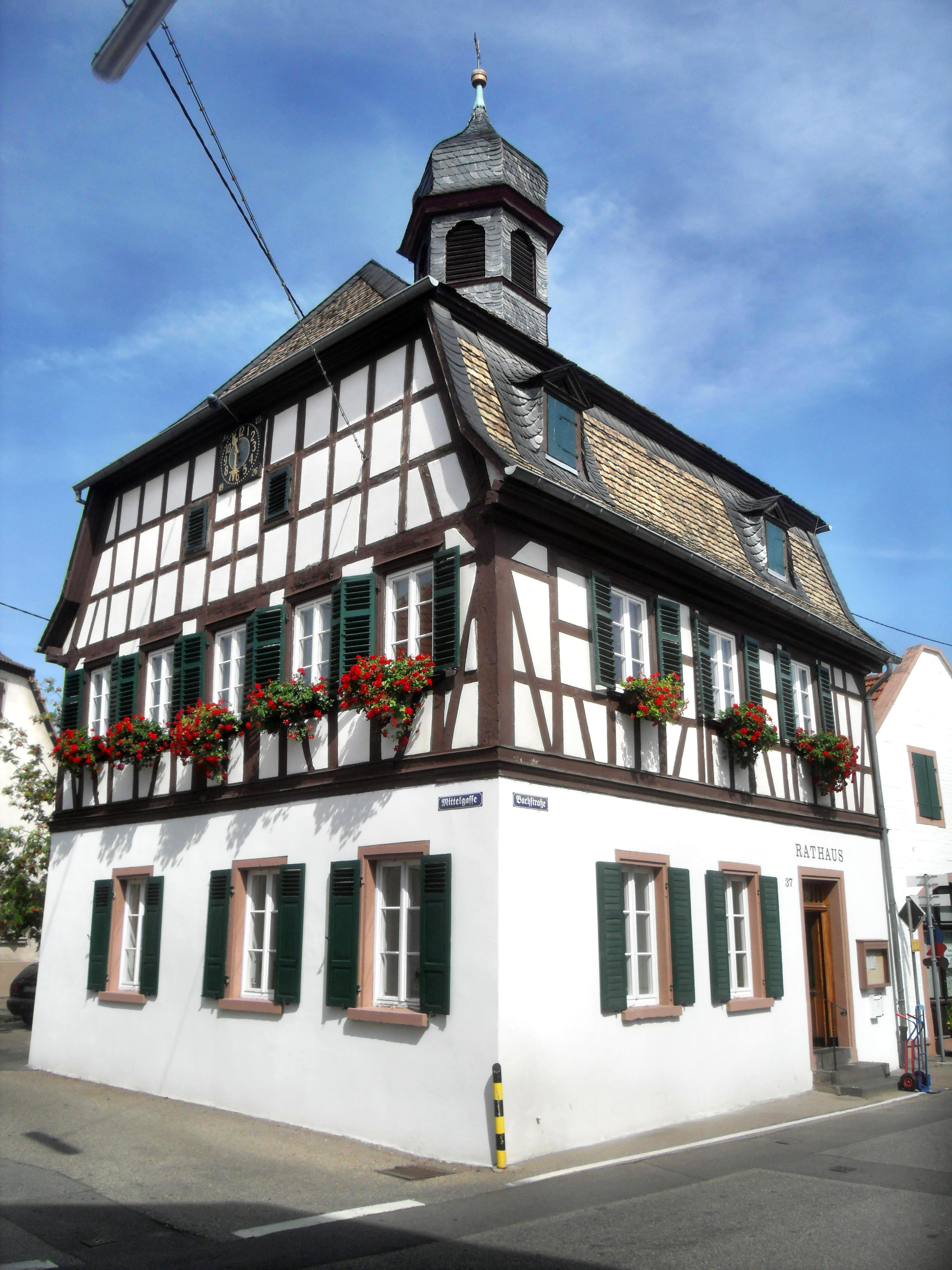
Rathaus in Alsheim

Alsheim ist eine Ortsgemeinde in Rheinhessen im Landkreis Alzey-Worms in Rheinland-Pfalz. Sie gehört der Verbandsgemeinde Eich an.

## Geographie

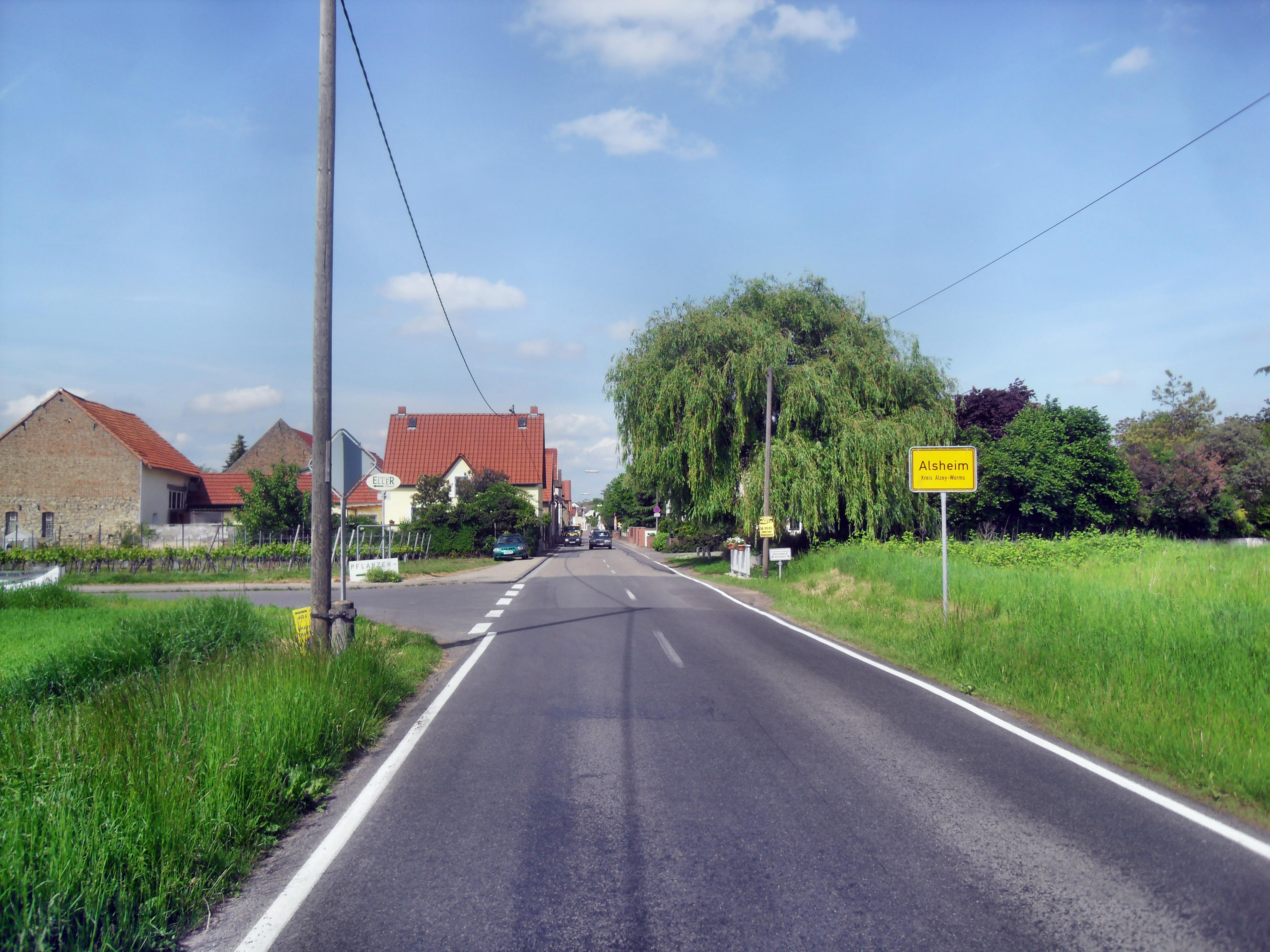
Alsheimer Ortseinfahrt von Mettenheim kommend

Das Dorf mit dem Weiler Hangen-Wahlheim liegt inmitten von Weinbergen am Fuß der rheinhessischen Rheinterrassen zwischen Mainz und Worms. Durch seine Lage zwischen Rhein-Main-Gebiet und Rhein-Neckar-Raum hat sich Alsheim zu einer Wohn- und Pendlergemeinde entwickelt. Neue Baugebiete werden diesen Trend weiter verstärken. Wanderwege und ein Weinlehrpfad mit Blick in die Rheinebene erschließen zusammen mit Radwegen die Landschaft.
Nachbargemeinden sind im Norden Guntersblum, im Osten Gimbsheim, im Süden Mettenheim und im Westen Dorn-Dürkheim, Wintersheim und zu einem kleinen Teil Dittelsheim-Heßloch.

## Geschichte
Die älteste erhaltene Erwähnung von Alsheim stammt von 761, als es in einer Urkunde des Klosters Lorsch als Alahesheim genannt wird. Der Name kann „Heim des Alah“ bedeuten oder mit althochdeutsch Alah „geschützter Ort, Einfriedung, Heiligtum, Tempel“ erklärt werden. Der Ort war wohl schon früher besiedelt, bei Ausgrabungen im Hahlweg fand man unter anderem eine angelsächsische Münze aus dem 7. Jahrhundert mit der Bezeichnung „HALASEMIA“ – wohl die latinisierte Form von Alahesheim. Es gab offenbar schon im siebten Jahrhundert in Alsheim eine Münzprägestätte, was auf einen prosperierenden und länger bestehenden Ort hinweist. Münzprägestätten hatten in der Zeit nur Städte wie Mainz, Trier und Worms. Mit der Münze ist Alsheim die am frühesten schriftlich benannte ländliche Siedlung in Rheinhessen.
Auf dem Gebiet des heutigen Alsheim bestanden zwei frühmittelalterliche Königshöfe, die im Laufe des 12. bis 13. Jahrhunderts zusammenwuchsen. Die beiden Kirchen im Ort stammen aus der Zeit vor der Reformation.
Die Alsheimer waren im Mittelalter sehr unterschiedlichen Herrschaften zugeordnet. Die Patronatsinhaber der Kirchen waren das Bistum Worms und das Erzbistum Mainz, die Ortsherrschaft und die Ausübung des Gerichts lag bei den Grafen von Leiningen. Auch das Kloster Otterberg war im Ort begütert. 1467 erwarb Pfalzgraf Friedrich I. von den Leiningern die Hälfte der Herrschaft, von 1532 bis ins 18. Jahrhundert erlangte die Kurpfalz die Landesherrschaft. Alsheim war Teil des zum kurpfälzischen Oberamt Alzey. 1797 geriet Alsheim unter französische Verwaltung. Während der sogenannten Franzosenzeit war der Ort Sitz einer Mairie im Kanton Bechtheim, der Teil des Departements Donnersberg war. Zur Mairie Alsheim gehörte auch Hangenwahlheim. Aufgrund der 1815 auf dem Wiener Kongress getroffenen Vereinbarungen und einem 1816 zwischen Hessen-Darmstadt, Österreich und Preußen geschlossenen Staatsvertrag kam die Region und damit auch die Gemeinde Alsheim zum Großherzogtum Hessen und wurde von diesem der Provinz Rheinhessen zugeordnet. Nach der Auflösung der rheinhessischen Kantone kam der Ort 1835 zum neu errichteten Kreis Worms, zu dem er bis 1969 gehörte. Nach dem Zweiten Weltkrieg gehörte Alsheim zur französischen Besatzungszone und wurde so 1946 zum Teil von Rheinland-Pfalz.

## Politik

### Gemeinderat
Der Ortsgemeinderat in Alsheim besteht aus 20 Ratsmitgliedern, die bei der Kommunalwahl am 9. Juni 2024 in einer personalisierten Verhältniswahl gewählt wurden, und dem ehrenamtlichen Ortsbürgermeister als Vorsitzendem.
Die Sitzverteilung im Ortsgemeinderat:
| Wahl | SPD | CDU | FWG | GLA | W-GfA | WGR | Gesamt   |
| ---- | --- | --- | --- | --- | ----- | --- | -------- |
| 2024 | 2   | 6   | 7   | –   | 5     | –   | 20 Sitze |
| 2019 | 3   | 7   | 6   | 3   | 1     | –   | 20 Sitze |
| 2014 | 3   | 9   | 5   | 3   | –     | –   | 20 Sitze |
| 2009 | 5   | 9   | 6   | –   | –     | –   | 20 Sitze |
| 2004 | 5   | 7   | 6   | –   | –     | 2   | 20 Sitze |

- FWG = Freie Wählergruppe Alsheim e. V. (vormals: Wählergruppe Muth)
- GLA = Grüne Liste Altrhein e. V.
- W-GfA = Wählergruppe Gemeinsam für Alsheim e. V.

### Bürgermeister
Andreas Schimmel (parteilos) wurde am 2. September 2024 Ortsbürgermeister von Alsheim. Bei der Stichwahl am 23. Juni hatte er sich mit einem Stimmenanteil von 53,1 % gegen den Amtsinhaber durchgesetzt, nachdem bei der Direktwahl am 9. Juni 2024 keiner der ursprünglich drei Bewerber eine ausreichende Mehrheit erreichen konnte.
Schimmels Vorgänger Robert Kolig (CDU) hatte das Amt im August 2019 übernommen. Bei der Direktwahl am 26. Mai 2019 war er mit einem Stimmenanteil von 51,90 % für fünf Jahre gewählt worden. Koligs Vorgänger Wolfgang Hoffmann (CDU) hatte das Amt 15 Jahre ausgeübt, war 2019 aber nicht erneut angetreten.

### Wappen
| Wappen von Alsheim | Blasonierung: „Zwei gekreuzte goldene Bischofsstäbe mit weißem Pannisellus auf rotem Grund.“ |
| Wappen von Alsheim |                                                                                              |

### Gemeindepartnerschaften
Alsheim ist zwei Partnerschaften eingegangen:
- Französische Partnergemeinde: Pesmes (seit 1972)
- Deutsche Partnergemeinde: Nossen (seit 1991)

## Kultur und Sehenswürdigkeiten

### Hohlwegeparadies
Das Hohlwegeparadies Alsheim ist ein 31 km langes Wanderwegesystem in einem von Deutschlands größten Lösshohlweggebieten. Das Motto der Hohlwege ist „WEIN. WIND. STILLE“. Die zehn Wanderwege, die teilweise mit Informationstafeln zu Flora und Fauna versehen sind,  führen durch verschiedene Hohlwege (insgesamt 11,5 km) und die Alsheimer Weinberge. Die Hohlwege sind im Löss der Rheinterrasse durch Befahren mit Pferdefuhrwerken und landwirtschaftlichen Fahrzeugen entstanden. Die innere Struktur des Lösses, die durch Sonneneinstrahlung „zementartige“  Strukturen ausbildet, wird durch die Wagenräder zerstört und kommt ins Rutschen. Es bleiben links und rechts Lösswände, die bei ausreichender Sonneneinstrahlung sehr hart werden bei zu starker Abdeckung durch Pflanzen instabil ist. Die Hohlwege, die nach § 30 Bundesnaturschutzgesetz als Biotope geschützt sind, bilden ökologisch wertvolle Lebensräume für viele auf der Rote Liste geführte Pflanzen und Tiere. Hierzu zählen beispielsweise die Steppenkirsche (Prunus fruticosa) oder der Elsässer Haarstrang (Peucedanum alsaticum), viele Wildbienenarten und der Ameisenlöwe. Wichtige Wegbereiter des Hohlwegeparadieses waren Helmut Storf, Gerhard Kissel und Hans-Günter Kissinger.
Es werden regelmäßig Führungen durch das Hohlwegeparadies angeboten.

### Heidenturmkirche  mit verwunschenem Friedhof

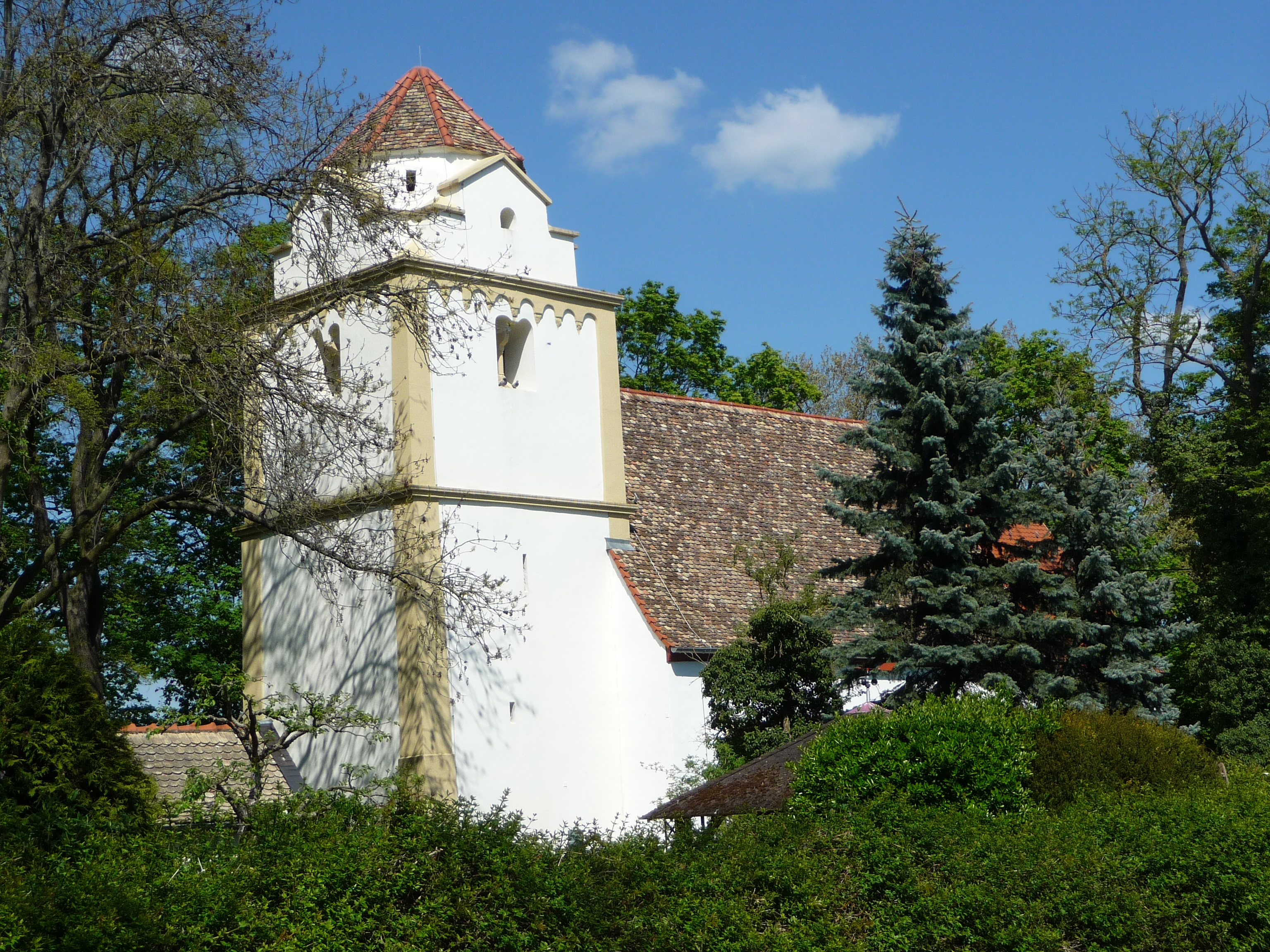
St. Bonifatius in Alsheim

Eine von europaweit vier Heidenturmkirchen findet sich in Alsheim. Die evangelische Pfarrkirche St. Bonifatius in Alsheim wurde um 1200 als romanischer Saalbau erbaut und im 18. Jahrhundert barock überformt. Der Name Heidenturmkirche stammt von dem Westturm, der orientalisch anmutet. Seine Architektur führt zurück in die Zeit der Kreuzfahrer. Weitere Heidenturmkirchen sind St. Paul in Worms, St. Viktor in Guntersblum und Allerheiligen in Dittelsheim-Heßloch.
Die Alsheimer St.-Bonifatius-Kirche ist von einem parkähnlichen Friedhofsgelände mit altem Baumbestand umgeben, dessen Grabsteine bis ins 19. Jahrhundert zurückführen. Er gilt als einer der verwunschesten Friedhöfe in Rheinhessen.

### Barockes Rathaus und Windbeidel
Das Alsheimer Rathaus wurde 1739 fertiggestellt, nachdem das Vorgängergebäude 1721 für baufällig erklärt und abgerissen wurde. Die Finanzierung des Barockgebäudes mit Krüppelwalmdach und Dachreiter (Turm mit Uhr) erfolgte durch den Verleih der Gemeindeweide. Das Gebäude ist unterteilt in ein Obergeschoss in Fachwerkbauart und ein Untergeschoss, welches aus massivem Sandstein besteht und verputzt ist. Über der Eingangstür befindet sich das Alsheimer Wappen. Es enthält zwei gekreuzte Bischofsstäbe mit silbernen Sudarien, welche Amts- und Würdezeichen der früheren Patronatsinhaber Mainz und Worms repräsentieren. Das Wappen ist wahrscheinlich aus einem Gerichtssiegel von 1501 entnommen. Aufgrund der eingravierten Jahreszahl 1606 geht man davon aus, dass es aus dem Vorgängergebäude herausgenommen und im Neubau wieder eingefügt wurde. Nach seiner Fertigstellung diente das Gebäude der Ortsverwaltung, aber auch als Gericht.
Der Alsheimer Windbeidel (Windbeutel), der regionale Duzname der Alsheimer, steht auf dem Rathausplatz gegenüber dem Rathaus. Er stammt von dem Bildhauer Christoph Kappesser. Mit dem Windbeidel wird weniger auf das schweizerische Gebäck als eher auf den Begriff der Windbeutelei angespielt.

### Jüdischer Friedhof, Zeugnisse des jüdischen Lebens in Alsheim
Der 1896 angelegte jüdische Friedhof war eine Einrichtung der Alsheimer jüdischen Gemeinde. Auf dem Alsheimer Friedhof sind auch Juden aus Mettenheim und Gimbsheim verstorbenen jüdischen Personen ihre letzte Ruhestätte. Die Friedhofsfläche umfasst 6,38 ar.
Von 1529 bis 1940 lebte eine wechselnde Zahl Alsheimer jüdischen Bekenntnisses im Ort. 1550 wurden vier, 1722 drei, 1743 sechs, 1799 zwei jüdische Familien in Alsheim gezählt. Im 19. Jahrhundert entwickelte sich die Zahl der jüdischen Einwohner wie folgt: 1807 14 jüdische Einwohner, 1828 38, 1861 73, 1871 79, 1895 53, 1900 43, 1910 36.
Zur Bildung einer Kultusgemeinde kam es Mitte des 18. Jahrhunderts. Sie schloss bis 1875 jüdische Gimbsheimer und Mettenheimer ein. Die jüdische Gemeinde war dem Rabbinatsbezirk Worms zugeteilt. An Einrichtungen unterhielt die jüdische Gemeinde eine Synagoge, eine Religionsschule (seit 1873 Israelitische Volksschule, die 1881 von 18 Kindern besucht wurde, darunter auch zwei christlichen Kindern), ein rituelles Bad und eben einen Friedhof. Zur Besorgung religiöser Aufgaben der Gemeinde war ein Lehrer angestellt, der zugleich als Vorbeter und Schochet fungierte. Prägend für das jüdische Gemeindeleben war in der gesamten zweiten Hälfte des 19. Jahrhunderts Lehrer und Vorbeter Karl Marx (1824–1910). Er war mit einem vierstimmiger Synagogenchor weit über Alsheim hinaus bekannt. Marx spielte auch im Leben des gesamten Dorfes Alsheim über Jahrzehnte eine große Rolle: er hatte u. a. den "Sängerbund" gegründet (heute MGV Eintracht Alsheim) und war jahrzehntelang dessen Dirigent. In verschiedenen überregionalen Lehrervereinen war er im Vorstand (u. a. Ausschussmitglied des Allgemeinen Deutschen Lehrervereins Berlin).
Im Ersten Weltkrieg fielen aus der jüdischen Gemeinde: Theodor Gabriel (geb. 13. Juni 1883 in Alsheim, vor 1914 in Gelnhausen wohnhaft, gef. 26. November 1917), Max Lutzki (geb. 4. September 1893 in Alsheim, vor 1914 in Würzburg wohnhaft, gef. 30. Juni 1915).
Um 1924 waren in der 25-Mitglieder starken Gemeinde die Vorsteher Jakob Otto David, Salomon Mayer und Eduard David. An jüdischen Vereinen waren damals noch aktiv: der Wohltätigkeitsverein (1924 unter Leitung von Alfred David mit acht Mitgliedern) und der Frauenwohltätigkeitsverein (1924 unter Leitung von Frau Isidor David mit neun Mitgliedern).
1933 wurden 35 jüdische Einwohner gezählt (drei Familien David, eine Familie Gabriel und je eine Familie Mayer, Oppenheimer, Schlösser, sowie der angesehene Arzt Dr. Wolff). Nach 1933 ist ein Teil der jüdischen Gemeindeglieder auf Grund der Folgen des wirtschaftlichen Boykotts, der zunehmenden Entrechtung und der Repressalien weggezogen beziehungsweise ausgewandert. Von den in Alsheim geborenen und/oder längere Zeit am Ort wohnhaften jüdischen Personen sind in der NS-Zeit umgekommen (Angaben nach den Listen von Yad Vashem, Jerusalem und den Angaben des „Gedenkbuches – Opfer der Verfolgung der Juden unter der nationalsozialistischen Gewaltherrschaft in Deutschland 1933-1945“): Jakob Otto David (1882), Johanna David geb. Sternberg (1873), Karoline Löb geb. Reiss (1862), Albert Mayer (1865), Moritz (Moses) Mayer (1884), Franziska Müller geb. Oppenheimer (1867), Albert Reiss (1874), Ida Schwab (1886), Regina (Recha) Vogel geb. Mayer (1884), Amalie Wolff geb. David (1875), Bernhard Wolff (1870), Blanka Zeilberger geb. Lutzky (1889).
Die Synagoge ist erhalten und wird als Wohnhaus genutzt. Auch das Schulgebäude steht noch. Die Gebäude befinden sich in der Mittelgasse.

### Pfarrkirche Mariä Himmelfahrt

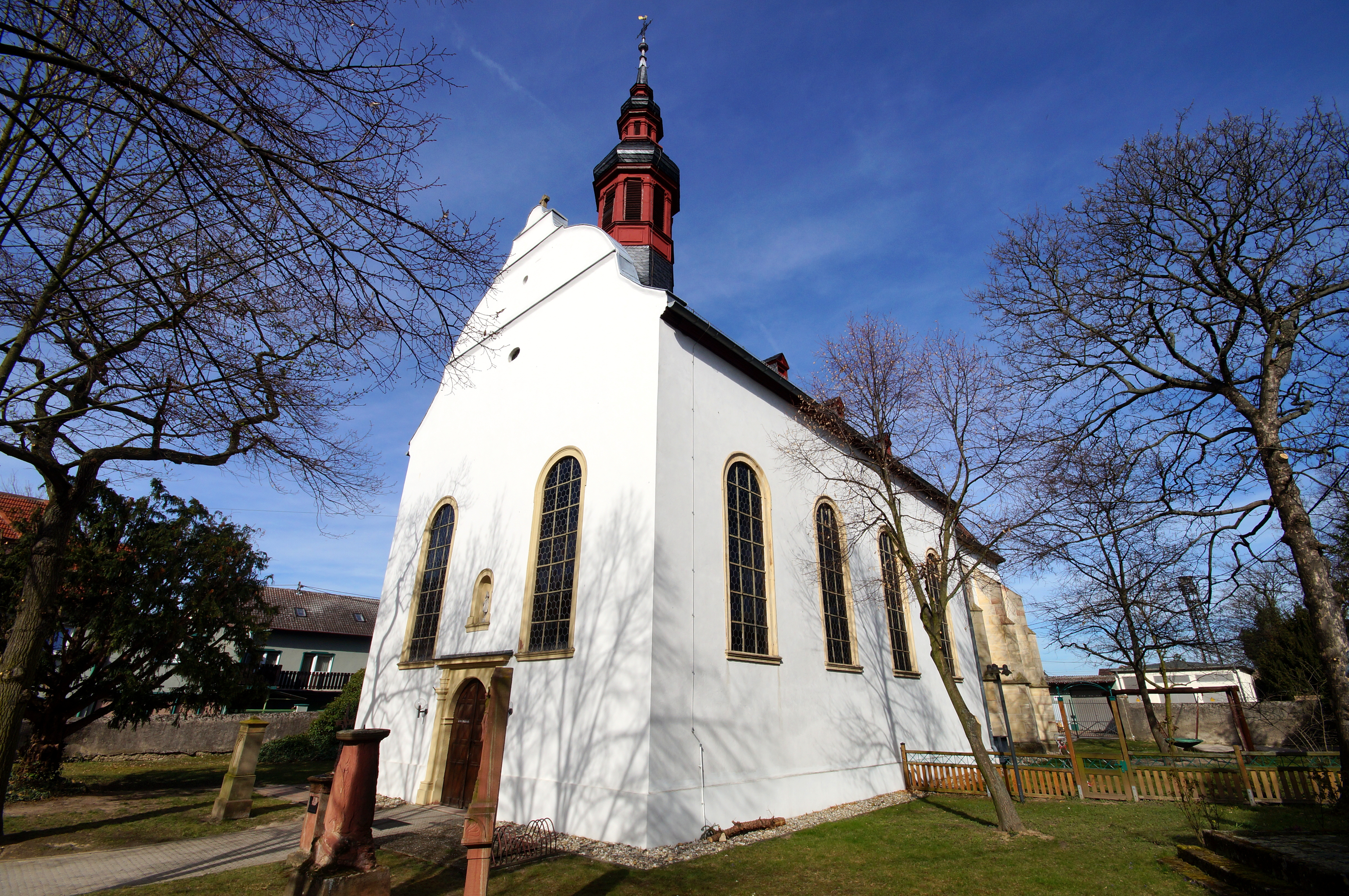
Die katholische Pfarrkirche Mariä Himmelfahrt

Die katholische Pfarrkirche Mariä Himmelfahrt ist eine barocke Kirche. Der dreiseitig geschlossene, sterngewölbte Chor der Kirche in Alsheim wurde 1517 von Velten Ritter erbaut und von Leonhard Stromer ausgemalt. Der Saalbau datiert von 1742. Der Hochaltar von 1763 stammt aus dem Wormser Andreasstift  und ist mit einer Muttergottes (um 1460) versehen. Die Seitenaltäre (1742) zieren Gemälde von Konrad Seekatz. Die Orgel wurde 1764 von Johann Ignaz Seuffert, Bürger und Orgelmacher zu Offenburg, dem ältesten Sohn von Johann Philipp Seuffert erbaut. Auf dem spätbarocken Hochaltar findet sich eine Traubenmadonna mit Kind, die um 1460 entstanden ist.

### Weitere Denkmale
Siehe auch: Liste der Kulturdenkmäler in Alsheim

### Regelmäßige Veranstaltungen

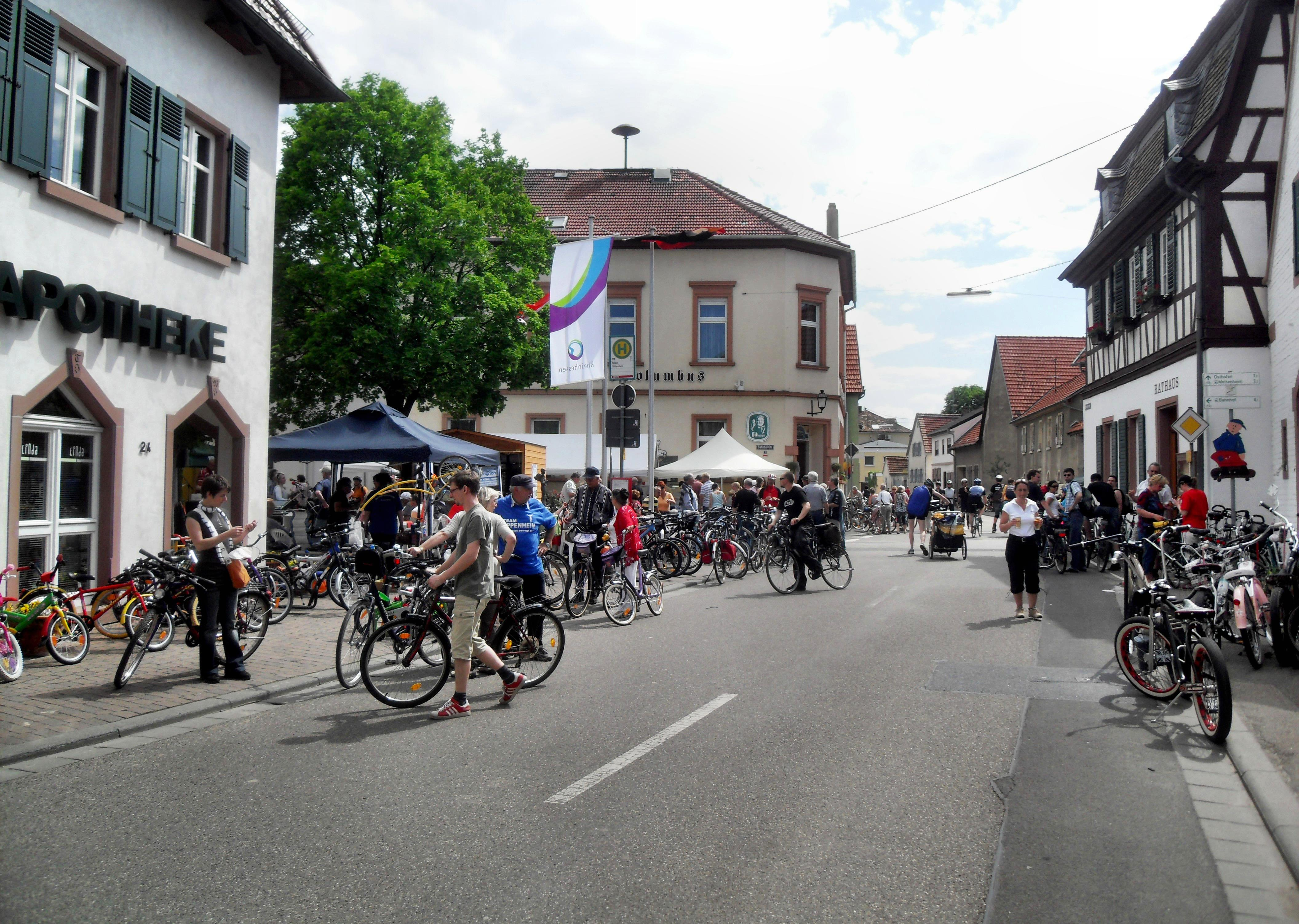
Die Bachstraße in der Nähe des Alsheimer Rathauses während des Rheinradelns

- Rheinradeln im Mai auf der alten B 9, jetzt die K 40 und die L 439, zwischen Oppenheim und Worms-Herrnsheim. In Alsheim sind dabei einige Winzerhöfe, insbesondere an der Strecke in der Mainzer Straße/Bachstraße/Wormser Straße, für die Radler, Skater und Jogger geöffnet.
- Alsheimer Kerb im September
- Alsheimer Weinwandern am dritten Sonntag im September: Es wird 12 km durch die Alsheimer Weinberge gewandert, dabei wird gegessen und getrunken und Weintrauben probiert, danach wird in verschiedene Winzerhöfe eingekehrt.

## Wirtschaft und Infrastruktur
| Größte Weinbaugemeinden im Anbaugebiet                     | Rang nach Rebfläche (innerhalb von RLP) | Bestockte Rebfläche 2022 |
| ---------------------------------------------------------- | --------------------------------------- | ------------------------ |
| Rheinhessen                                                |                                         |                          |
| Worms                                                      | 03                                      | 01.659                   |
| Westhofen                                                  | 07                                      | 00.824                   |
| Nierstein                                                  | 09                                      | 00.805                   |
| Alzey                                                      | 08                                      | 00.778                   |
| Alsheim                                                    | 10                                      | 00.712                   |
| Ingelheim am Rhein                                         | 13                                      | 00.708                   |
| Bechtheim                                                  | 11                                      | 00.669                   |
| Flörsheim-Dalsheim                                         | 12                                      | 00.652                   |
| Bingen am Rhein                                            | 15                                      | 00.578                   |
| Saulheim                                                   | 16                                      | 00.539                   |
| Statistisches Landesamt Rheinland-Pfalz, Bad Ems, Mai 2023 |                                         |                          |

Alsheim ist erheblich geprägt vom Weinbau und mit 704 Hektar bestockter Rebfläche, davon 69,3 Prozent Weißwein- und 30,7 Prozent Rotweinsorten, nach Worms (1490 Hektar), Nierstein (783 Hektar), Alzey (769 Hektar) und Westhofen (764 Hektar) größte Weinbaugemeinde Rheinhessens und eine der größten im gesamten Bundesland Rheinland-Pfalz. Daneben befinden sich in Alsheim mehrere Gasthöfe und Winzerhöfe.
Eine landschaftliche Besonderheit hat Alsheim mit seinem großen System an Hohlwegen zu bieten. 11,5 km dieser durch die menschliche Nutzung über Jahrhunderte entstandenen Wege sind in der Gemarkung Alsheim noch vorhanden und laden zu Wanderungen und Spaziergängen ein. In den Sommermonaten werden Hohlwegeführungen angeboten und für Fotofreunde auch spezielle Fotoexkursionen.

### Verkehr
- Straße: Alsheim liegt direkt an der Bundesstraße 9, an der Haupttangente Worms-Mainz. Binnen weniger Minuten sind auch die Autobahnen A 63 an der Ausfahrt Biebelnheim bzw. A 61 an der Ausfahrt Worms / Mörstadt oder Gundersheim erreichbar.
- Eisenbahn: Im Herzen von Alsheim befindet sich ein Bahnhof an der Bahnstrecke Mainz–Mannheim. Er wurde 1853 zusammen mit der Strecke von der Hessischen Ludwigsbahn eröffnet. 1899 wurde hier elektrischer, automatischer Streckenblock installiert.[23] Heute halten hier Züge der S-Bahn Rhein-Neckar in beide Richtungen (Mainz Hauptbahnhof und Worms Hauptbahnhof) größtenteils jeweils im Halbstundentakt und morgens ein Zug der Vlexx Richtung Mainz Hauptbahnhof (Stand: Winterfahrplan 2020/2021).

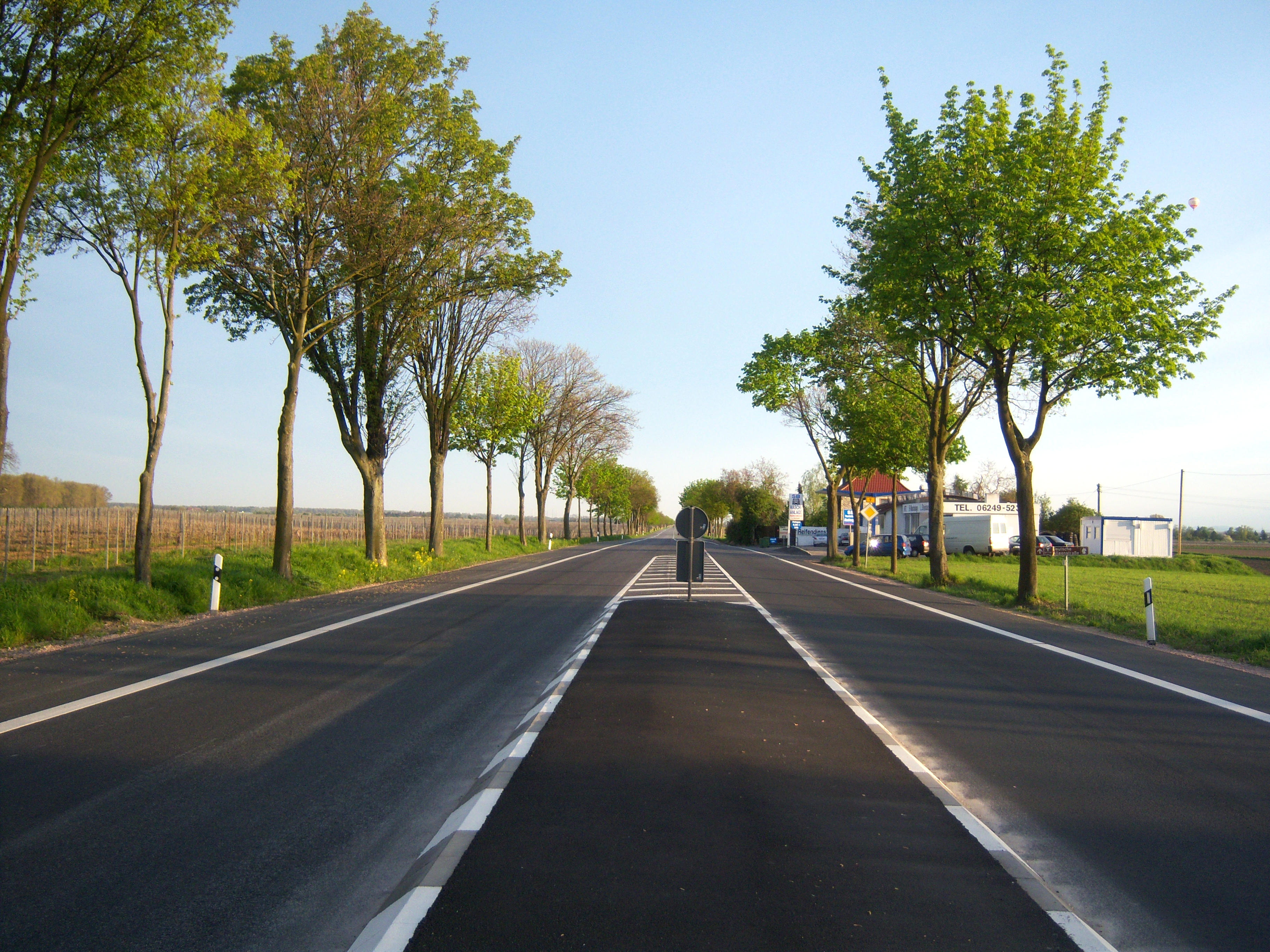
B 9 bei Alsheim
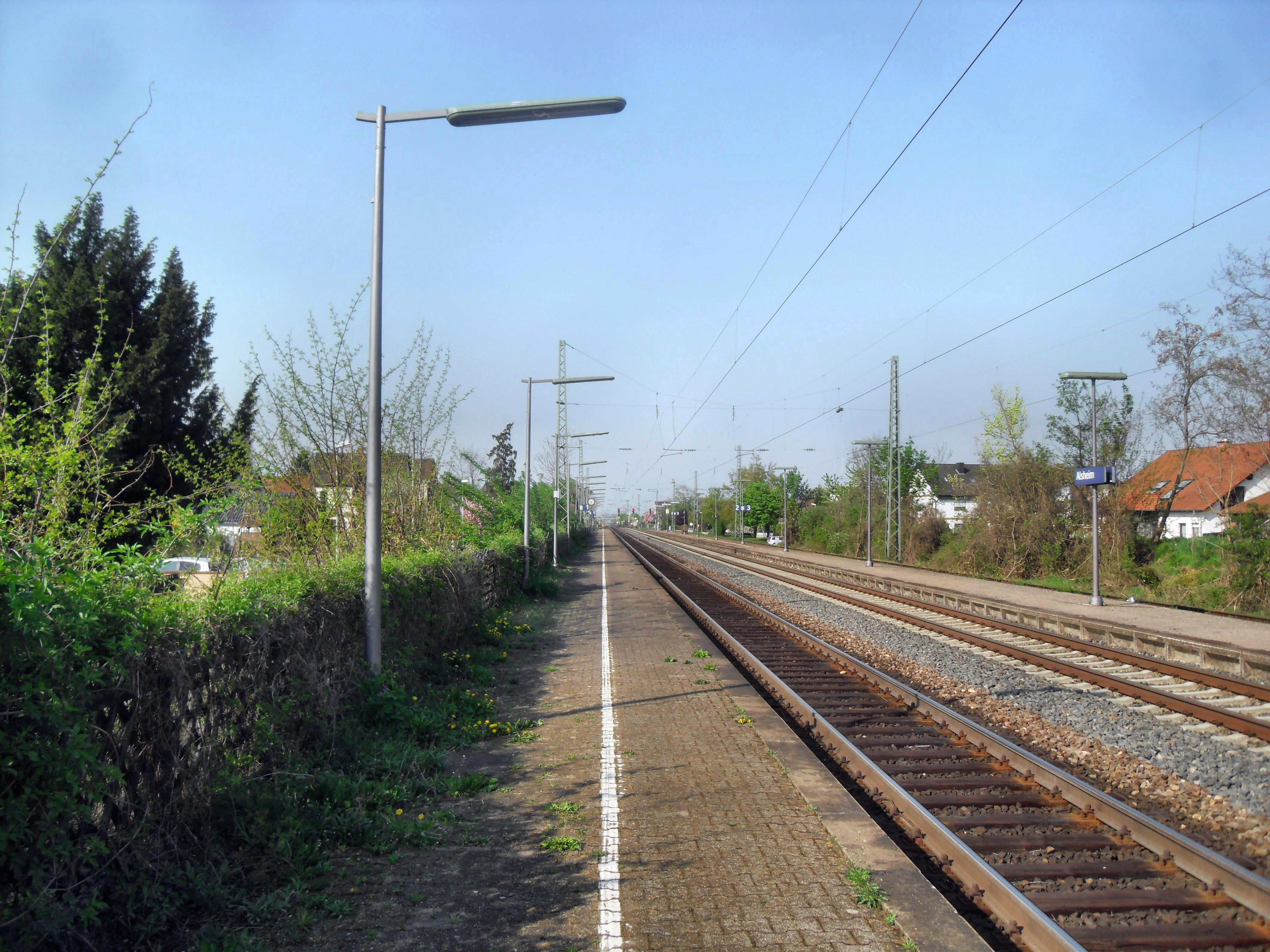
Alsheimer Bahnhof

### Bildung
- Grundschule am Sonnenberg
- Kindertagesstätten
- Musikschule
- Fahrschule

### Persönlichkeiten, die vor Ort gewirkt haben
- Georg Jakob Hirsch (1794–1852), Gutsbesitzer und Politiker, Alsheimer Bürgermeister, Abgeordneter der 2. Kammer der Landstände des Großherzogtums Hessen
- Friedrich Ludwig Hirsch (1828–1919), Gutsbesitzer und Politiker, Abgeordneter der 2. Kammer der Landstände des Großherzogtums Hessen
- Friedrich Braun (1849–1935), ehemaliger Alsheimer Bürgermeister, hessischer Landtagsabgeordneter
- Ernst Jakob Wetzel (1887–1969), Winzer, Ökonomierat, ehemaliger Alsheimer Bürgermeister, rheinland-pfälzischer Landtagsabgeordneter
- Herold Kraus (1920–2013), Opernsänger
- Ökonomierat Reinhard Muth, ehemaliger Alsheimer Bürgermeister, Präsident des Deutschen Weinbauverbandes und Vizepräsident der Versammlung der Europäischen Weinbauregionen (AREV), Seniorchef des Weinguts Rappenhof